# Serie alicotă
În matematică, o serie alicotă (în engleză aliquot sequence) este un șir de numere întregi pozitive în care fiecare termen este egal cu suma divizorilor corespunzători termenului anterior (cu suma alicotă a termenului anterior). Dacă seria ajunge la numărul 1, aceasta se termină, deoarece suma divizorilor corespunzători ai lui 1 este 0.
Pe baza seriei alicote se definește numărul aspirant, care este numărul natural cu proprietatea că seria sa alicotă se termină într-un număr perfect.
| n  | Seria alicotă a lui n | nr. de termeni | n  | Seria alicotă a lui n      | nr. de termeni | n  | Seria alicotă a lui n                                       | nr. de termeni | n  | Seria alicotă a lui n                                   | nr. de termeni |
| 0  | 0                     | 1              | 12 | 12, 16, 15, 9, 4, 3, 1, 0  | 8              | 24 | 24, 36, 55, 17, 1, 0                                        | 6              | 36 | 36, 55, 17, 1, 0                                        | 5              |
| 1  | 1, 0                  | 2              | 13 | 13, 1, 0                   | 3              | 25 | 25, 6                                                       | 2              | 37 | 37, 1, 0                                                | 3              |
| 2  | 2, 1, 0               | 3              | 14 | 14, 10, 8, 7, 1, 0         | 6              | 26 | 26, 16, 15, 9, 4, 3, 1, 0                                   | 8              | 38 | 38, 22, 14, 10, 8, 7, 1, 0                              | 8              |
| 3  | 3, 1, 0               | 3              | 15 | 15, 9, 4, 3, 1, 0          | 6              | 27 | 27, 13, 1, 0                                                | 4              | 39 | 39, 17, 1, 0                                            | 4              |
| 4  | 4, 3, 1, 0            | 4              | 16 | 16, 15, 9, 4, 3, 1, 0      | 7              | 28 | 28                                                          | 1              | 40 | 40, 50, 43, 1, 0                                        | 5              |
| 5  | 5, 1, 0               | 3              | 17 | 17, 1, 0                   | 3              | 29 | 29, 1, 0                                                    | 3              | 41 | 41, 1, 0                                                | 3              |
| 6  | 6                     | 1              | 18 | 18, 21, 11, 1, 0           | 5              | 30 | 30, 42, 54, 66, 78, 90, 144, 259, 45, 33, 15, 9, 4, 3, 1, 0 | 16             | 42 | 42, 54, 66, 78, 90, 144, 259, 45, 33, 15, 9, 4, 3, 1, 0 | 15             |
| 7  | 7, 1, 0               | 3              | 19 | 19, 1, 0                   | 3              | 31 | 31, 1, 0                                                    | 3              | 43 | 43, 1, 0                                                | 3              |
| 8  | 8, 7, 1, 0            | 4              | 20 | 20, 22, 14, 10, 8, 7, 1, 0 | 8              | 32 | 32, 31, 1, 0                                                | 4              | 44 | 44, 40, 50, 43, 1, 0                                    | 6              |
| 9  | 9, 4, 3, 1, 0         | 5              | 21 | 21, 11, 1, 0               | 4              | 33 | 33, 15, 9, 4, 3, 1, 0                                       | 7              | 45 | 45, 33, 15, 9, 4, 3, 1, 0                               | 8              |
| 10 | 10, 8, 7, 1, 0        | 5              | 22 | 22, 14, 10, 8, 7, 1, 0     | 7              | 34 | 34, 20, 22, 14, 10, 8, 7, 1, 0                              | 9              | 46 | 46, 26, 16, 15, 9, 4, 3, 1, 0                           | 9              |
| 11 | 11, 1, 0              | 3              | 23 | 23, 1, 0                   | 3              | 35 | 35, 13, 1, 0                                                | 4              | 47 | 47, 1, 0                                                | 3              |

Astfel numărul de termeni ale primelor serii alicote este 
1, 2, 2, 3, 2, 1, 2, 3, 4, 4, 2, 7, 2, 5, 5, 6, 2, 4, 2, 7, 3, 6, 2, 5, 1, 7, 3, 1, 2, 15, 2, 3, 6, 8, 3, 4, 2, 7, 3, 4, 2, 14, 2, 5, 7, 8, 2, 6, 4, 3, ...
Ultimul termen (excluzând pe 1) al primelor serii alicote este 
1, 2, 3, 3, 5, 6, 7, 7, 3, 7, 11, 3, 13, 7, 3, 3, 17, 11, 19, 7, 11, 7, 23, 17, 6, 3, 13, 28, 29, 3, 31, 31, 3, 7, 13, 17, 37, 7, 17, 43, 41, 3, 43, 43, 3, 3, 47, 41, 7, 43, ... 
Pe baza seriei alicote se definește și numărul sociabil ca un număr care are o serie alicotă de perioadă 3 sau mai mare.